# 하워드 덕
《하워드 덕》(영어: Howard the Duck)은 1986년 개봉한 미국의 슈퍼히어로 코미디 영화이다. 마블 코믹스의 동명 캐릭터에 기반하였다.

## 줄거리
팔과 다리가 달렸으며 지능이 있는 오리들이 사는 행성 덕월드에 거주하던 하워드 더 덕은 어느 날 갑자기 집 안락의자에서 튕겨져 나오면서 우주 밖으로 날아가 지구 오하이오주 클리블랜드에 당도한다. 하워드는 불량배들에게 공격을 당하던 로커 베벌리를 구해주면서 친구가 된다.
베벌리의 친구인 연구소 조수 필과 그의 동료들은 자신들이 개발 중인 레이저 분광기를 가동시켰을 때 이게 덕월드에 닿아 하워드가 지구로 오게 된 것 같다고 밝힌다. 이들은 과정을 거꾸로 적용하면 하워드를 덕월드로 돌려보낼 수 있을 것으로 추정하고 이를 시도하려고 한다.
그런데 하필 연구소의 제닝 박사가 먼 우주에서 온 외계 생명체에게 몸을 지배당한 것으로 드러난다. 이 사악한 외계 생명은 동족을 지구로 불러와 베벌리의 몸에 깃들게 할 계획도 세우고 있다. 하워드는 실험적인 중성자 분쇄기로 이 외계 생명을 처치하고, 이 외계 생명들이 지구에 또 나타나는 일을 막기 위해 레이저 분광기를 파괴하면서 덕월드로 귀환할 유일한 길을 잃고 만다.
하워드는 베벌리의 매니저가 되고 필을 순회 공연 직원으로 고용하면서 지구에서의 새 삶을 시작하고, 베벌리와 무대에서 함께 공연을 한다.

## 출연진
- 에드 게일
  - 조던 프렌티스
  - 팀 로즈
  - 칩 자이엔
- 리아 톰프슨
- 팀 로빈스
- 제프리 존스
- 데이비드 페이머
- 폴 길포일
- 리즈 서갈
- 홀리 로빈슨
- 리처드 에드슨
- 마일스 체이핀
- 리처드 맥고너글
- 버지니아 케이퍼스
- 미겔 샌도벌
- 리처드 카일리
- 브라이언 스틸
- 팻 스미어 (엑스트라)

## 기타 제작진
- 공동 제작: 로버트 레이섬 브라운
- 협력 제작: 이언 브라이스
- 배역: 다이앤 크리턴든
- 미술: 피터 제이미슨
- 의상: 조 톰프킨스
- 음향: 랜디 톰

## 우리말 녹음
KBS 성우진 (1990년 5월 26일)
- 백진 - 하워드 (에드 게일)
- 박상일 - 제닝 (제프리 존스)
- 장유진 - 베벌리 (리아 톰프슨)
- 김환진 - 필 (팀 로빈스)
- 문영래
- 조동희
- 김새영
- 윤기황
- 신흥철
- 김종환
- 이재정
- 정옥주
- 김태웅
- 박수옥